# امرأة من فولاذ
امرأة من فولاذ (الترجمة الحرفية: "أنا مالكك"، العنوان الإنجليزي A Woman of Steel) هو مسلسل تيلينوفيلا مكسيكي من إنتاج  شركة Televisa. يُعد هذا المسلسل إعادة إنتاج لمسلسل La Dueña، الذي أنتج لأول مرة عام 1995.
المسلسل من بطولة لوسيرو وفرناندو كولونجا وغابرييلا سبانيك وسيرجيو جويري وجاكلين أنديري وآنا مارتين وإدواردو كابيتيلو.
يُعد هذا التعاون الثاني بين فرناندو كولونجا وغابرييلا سبانيك على الشاشة منذ عملهما معًا في المسلسل الشهير La Usurpadora عام 1998، وكذلك التعاون الثالث بين كولونجا ولوسيرو بعد مسلسلي Alborada عام 2005 وMañana es para siempre عام 2009.
في الولايات المتحدة، عرضت شبكة يونيفيجن مسلسل Soy tu Dueña ليحل محل مسلسل Corazón Salvaje، الذي كان يعرض خلال وقت الذروة ولكنه حقق نسب مشاهدة منخفضة. بدأ عرض Soy tu Dueña في الولايات المتحدة في 1 يونيو 2010 واستمر حتى 27 ديسمبر 2010، ليصبح أحد أكثر المسلسلات مشاهدة خلال وقت الذروة الساعة 9 مساءً. انتهى عرض المسلسل في 27 ديسمبر 2010، وتم استبداله بمسلسل Triunfo del Amor في 3 يناير 2011.

## القصة
فالنتينا امرأة طيبة تملك ثروة طائلة ورثتها من أبويها. تعيش مع عمتها إيزابيل وقريبتها إيفانا في منزل فاخر بمدينة مكسيكو سيتي، وتعيش حياة سعيدة وهادئة إلى أن تقع في حب ألونسو الذي يتخلى عنها ويهرب في يوم زفافهما بالاتفاق مع قريبتها إيفانا.
بعد الحادثة، تتحول فالنتينا إلى امرأة حقودة ويائسة، مما يجعلها تكره الرجال. فتقرر الانتقال للعيش في مزرعة "لوس كسكبيلس"، وتلحق بها خالتها إيزابيل (التي تحبها كثيراً كما تحب ابنتها إيفانا وتعاملهما كأختين) وإيفانا (التي تكرهها وتحسدها على كل ما تملكه، وكانت تخون فالنتينا مع ألونسو، وكانت أيضاً عشيقة لشخص اسمه أوسكار أنبوديا، فتورطت بالمشاكل بسببه وحاولت الانتحار ولكنها لم تنجح، وبعدها قامت بقتله دهسًا بالسيارة وأصبحت تهلوس وجُنت) ومع بينيتا (التي ربت فالنتينا بعد وفاة والديها) إلى قرية سان بيدرو التي توجد فيها مزرعة والدها "لوس كسكبيلس".
إيفانا يكرهها أهل البلدة ويلقبونها بالأفعى؛ بسبب كثرة الإشاعات ضدها، ما عدا روسيندو الذي يحبها كثيراً (وهو مدير عمال مزرعة "لوس كسكبيلس" ذو شخصية شريرة يقوم بأعمال بشعة ومرعبة كالقتل والسرقة، حيث اتضح أنه كان يسرق أموالاً طائلة من المالكة فالنتينا ويخبئها لدواعي الانتقام) ولكنها تحب رجلاً آخر اسمه خوسيه ميغيل مونتيسينوس.
وهنا تبدأ الإثارة، حيث أن إيفانا ابنة خالة فالنتينا تحارب من أجل خوسيه ميغيل فتتواطأ مع روسيندو لتفريق خوسيه ميغيل وفالنتينا بشتى الطرق، بحيث تستغل خوسيه ميغيل وهو بحالة ثمل لتصحبه إلى غرفة نومها وتخلع له ملابسه ليستيقظ ويظن أنه أقام علاقة معها، ثم تدعي بعد فترة أنها حامل منه. فقد حاولت أيضاً إقامة علاقات مع العديد من الرجال كروسيندو والدكتور إستيبان نوغويرا لجعل نفسها حاملًا فعلاً لكنها لم تنجح.
كما قامت بعديد الأعمال التي باءت بالفشل، وخوسيه ميغيل وألونسو وروسيندو يحاربان من أجل فالنتينا، ولكنها لا تحب سوى خوسيه ميغيل وتطرد روسيندو الذي اغتصب إلميندا (الخادمة في مزرعة "لوس كسكبيلس" وابنة كاريسانتا التي تحب روسيندو حباً أعمى) مما يدفع روسيندو إلى خطف فالنتينا، ولكن خوسيه ميغيل يحاول إنقاذها إلا أنّه يدخل السجن لفترة قصيرة. وفي هذه الفترة يقوم سابينو وليونور مونتيسينوس بإنقاذها (ليونور التي كانت تكره فالنتينا وتساعد إيفانا في إبعاد خوسيه ميغيل عنها، وكانت ترغب في أن تزوج ابنها لإيفانا، ولكنها توافق في الحلقات الأخيرة على زواجه من فالنتينا) بحيث كانت تعرف مخابئ روسيندو فهي كانت عشيقته سابقاً فيعثران على فالنتينا بحالة سيئة جداً فيعيدانها.
أثناء ذلك يظهر روسيندو وخوسيه ميغيل، وهناك تشتد المواجهة بينهما وتتدخل ليونور وتعترف أخيرًا بأن روسيندو هو الوالد الحقيقي لخوسيه ميغيل.
تستعيد فالنتينا عافيتها، ويظهر المحقق في قضية موت أوسكار أنبوديا مع شخصين كانا شاهدين على مقتله وقد قدم بأمر اعتقال إيفانا، فتهرب من المنزل وتختبئ في الإسطبل وتشنق نفسها فيه. وأخيراً تتزوج فالنتينا وخوسيه ميغيل ويعيشان في سعادة مع ليونور وإيزابيل ويصبح عندهما ولدين، خوسيه فدريكو وسيسيليا بينيتا.

## طاقم التمثيل
| الممثل            | الشخصية                                | الدور                                                            |
| ----------------- | -------------------------------------- | ---------------------------------------------------------------- |
| لوسيرو            | فالنتينا فيلالبا رانخل                 | البطلة                                                           |
| فرناندو كولنج     | خوسيه ميغيل مونتيسينوس                 | البطل                                                            |
| غابرييلا سبانيك   | إيفانا دورانتس رانخل †                 | شخصية بارزة شريرة٬ قريبة فالنتينا٬ ابنة إيزابيل٬ تحب خوسيه ميغيل |
| سيلفيا بينال      | إيزابيل رانخل. دورانتس                 | والدة إيفانا٬ خالة فالنتينا                                      |
| ديفيد زيبيدا      | ألونسو بينلبرت                         | شخصية بارزة٬ والد سانتياغو "سانتياغيتو"٬                         |
| آنا مارتن         | بينيتا غاريدو †                        | مربية إيفانا وفالنتينا٬ خادمة المنزل                             |
| جاكلين آنديري     | ليونور مونتيسينوس                      | والدة خوسيه ميغيل                                                |
| إريك ديل كاستيو   | فديريكو مونتيسينوس †                   | والد خوسيه ميغيل                                                 |
| إدواردو كابيتييو  | هوراسيو أكوستا                         | الصديق المفضل لدى خوسيه ميغيل                                    |
| خوليو آليمان      | أرنستو غاليانا                         | محامي فالنتينا                                                   |
| ماريسول ديل آلمو  | غابرييلا إيسلاس                        | الصديقة المفضلة لفالنتينا                                        |
| فابيان روبلس      | فيليبي سانتيبانيس                      | طبيب "سان بيدرو"                                                 |
| كلاوديو بايز      | أوسكار أمبوديا †                       | زوج ناردا٬ يحب إيفانا                                            |
| اموي دي لا بارا   | ناردا دي أمبوديا                       | زوجة أوسكار                                                      |
| آنابيل فيريرا     | أمبارو                                 | ممرضة٬ صديقة كريسانتا المفضلة                                    |
| آليخاندرا بروكونا | بريندا كاستانيو لاغونس †               | والدة "سانتياغيتو"٬ تحب ألونسو                                   |
| نيكو كابايرو      | سانتياغو "سانتياغيتو" بينلبرت كاستانيو | ابن ألونسو وبريندا                                               |
| خوسيه كارلوس رويس | سابينو ميركادو†                        | يعمل بمزرعة خوسيه ميغيل، يعمل في (لوس كاسكابليس)                 |
| آنا بيرثا إيسبين  | إنريكيتا مكوتيلا                       | زوجة موسيس٬ والدة ساندرا                                         |
| ديفيد أوستروسكي   | موسيس مكوتيلا                          | زوج إنريكيتا٬ والد ساندرا                                        |
| روسانا سان خوان   | كريسانتا كمارغو                        | والدة إلميندا٬ تحب روسيندو                                       |
| فاتيما تورري      | إلميندا كمارغو                         | ابنة كريسانتا٬ خادمة بمزرعة فالنتينا (لوس كاسكابليس)             |
| كريستينا اوبريڨون | ساندرا مكوتيلا                         | ابنة إنريكيتا وموسيس مكوتيلا                                     |
| ماريو ديل ريو     | فيلادلفو بوراس                         | يعمل بمزرعة فالنتينا (لوس كاسكابليس)                             |
| إدواردو رودريغز   | الدكتور إستيبان نوغويرا                | طبيب                                                             |
| سيرجيو غويري      | روسيندو كابيلان †                      | مدير مزرعة (لوس كاسكابليس)                                       |
| اليخاندرو رويس    | نزاريو ميلغريخو †                      | يعمل بمزرعة فالنتينا (لوس كاسكابليس)٬ مساعد روسيندو              |

## نسخ مطابقة للمسلسل
- عام 1995 أصدر مسلسل تحت عنوان "La dueña"٬ (المالكة: بالعربية) من إنتاج شركة تليفيزا للمخرجة فلوريندا ميزا بطولة أنجليكا ريفيرا، فرانسيسكو غاتورنو وسينتيا كليتبو، وهو يعتبر من أنجح نسخ المسلسل مقارنة بمسلسل «إمراة من فولاذ».
- عام 2001 أصدر مسلسل تحت عنوان "Amor e Ódio"٬ (الحب والكره: بالعربية) للمخرج دافيد غريمبرغ وجيلبرتو نونس وبطولة سوزي ريغو٬ دانييل بووابنتورا وبييتيا روتشا.

## قنوات العرض حول العالم
| البلد                    | قناة العرض             | تاريخ العرض                                     |
| ------------------------ | ---------------------- | ----------------------------------------------- |
| المكسيك                  | Canal de las Estrellas | أبريل 2010 _ نوفمبر 2010 مارس 2014 _ يونيو 2014 |
| البرازيل                 | SBT                    | بداية 2014                                      |
| الأوروغواي               | Monte Carlo TV         |                                                 |
| نيكاراغوا                | Canal 10               |                                                 |
| بيرو                     | América Televisión     | مايو 2010 _ ديسمبر 2010                         |
| كولومبيا                 | Canal RCN              | 2013 _ 2014                                     |
| الولايات المتحدة         | Univision              | يونيو 2010 _ ديسمبر 2010                        |
| صربيا                    | RTV Pink               | يوليو 2010 _ يناير 2011                         |
| الجبل الأسود             | Pink M                 | يوليو 2010 _ يناير 2011                         |
| ألبانيا                  | Vizion Plus            | يوليو 2010 _ ديسمبر 2010                        |
| قبرص                     | ANT1                   | يوليو 2011 _ يناير 2012                         |
| بولندا                   | Zone Romantica         | سبتمبر 2010 _ مارس 2011                         |
| تركيا                    | Star TV                | مارس 2011 _ ديسمبر 2011 ديسمبر 2012 _ مارس 2013 |
| إسرائيل                  | Viva                   | يناير 2011 _ أغسطس 2011                         |
| البوسنة والهرسك          | Pink BH                | أكتوبر 2010 _ مارس 2011                         |
| المجر                    | Zone Romantica         | سبتمبر 2010 _ مارس 2011                         |
| كرواتيا                  | HRT 1                  | مارس 2011 _ سبتمبر 2011                         |
| إستونيا                  | Kanal 2                | ديسمبر 2010 _ يوليو 2011                        |
| إسبانيا                  | La 1                   | فبراير 2011 _ يوليو 2011                        |
| رومانيا                  | Acasa                  | سبتمبر 2011 _ يناير 2012                        |
| الفلبين                  | Telenovela Channel     | أبريل 2013 _ أكتوبر 2013                        |
| بلغاريا                  | bTV Lady               | سبتمبر 2012 _ أبريل 2013                        |
| الأرجنتين                | Canal 9                | سبتمبر 2010 _ مارس 2011                         |
| فنزويلا                  | Venevisión             | سبتمبر 2013_الأن                                |
| إندونيسيا                | Indovision             | أكتوبر 2013_الأن                                |
| الإمارات العربية المتحدة | قناة أبوظبي دراما      | نوفمبر 2013_الأن                                |

## روابط خارجية
- امرأة من فولاذ على موقع IMDb (الإنجليزية)
- امرأة من فولاذ على موقع كينوبويسك (الروسية)
- امرأة من فولاذ على موقع قاعدة بيانات الفيلم (الإنجليزية)